# 드렁허리
드렁허리(swamp eel)는 길쭉하게 생긴 어류. 주로 논에서 사는데, 논두렁을 뚫고 지나가는 습성이 있어서 농부들이 매우 싫어한다. 뱀장어와 달리 평생 논에서 살며, 자라다가 성전환한다.